# Santuario di Santa Maria dei Miracoli (Andria)
Il santuario della Madonna dei Miracoli, noto anche come "santuario della Madonna d'Andria", è un santuario cattolico della città di Andria (provincia di Barletta-Andria-Trani), sito in piazza San Pio X.
Vi si conserva un'immagine della Madonna con il Bambino ritenuta miracolosa, incoronata da dodici stelle (rappresentanti i dodici apostoli), con alla destra il sole (rappresentante il Cristo) e alla sinistra la luna (rappresentante la stessa Vergine).

## Storia

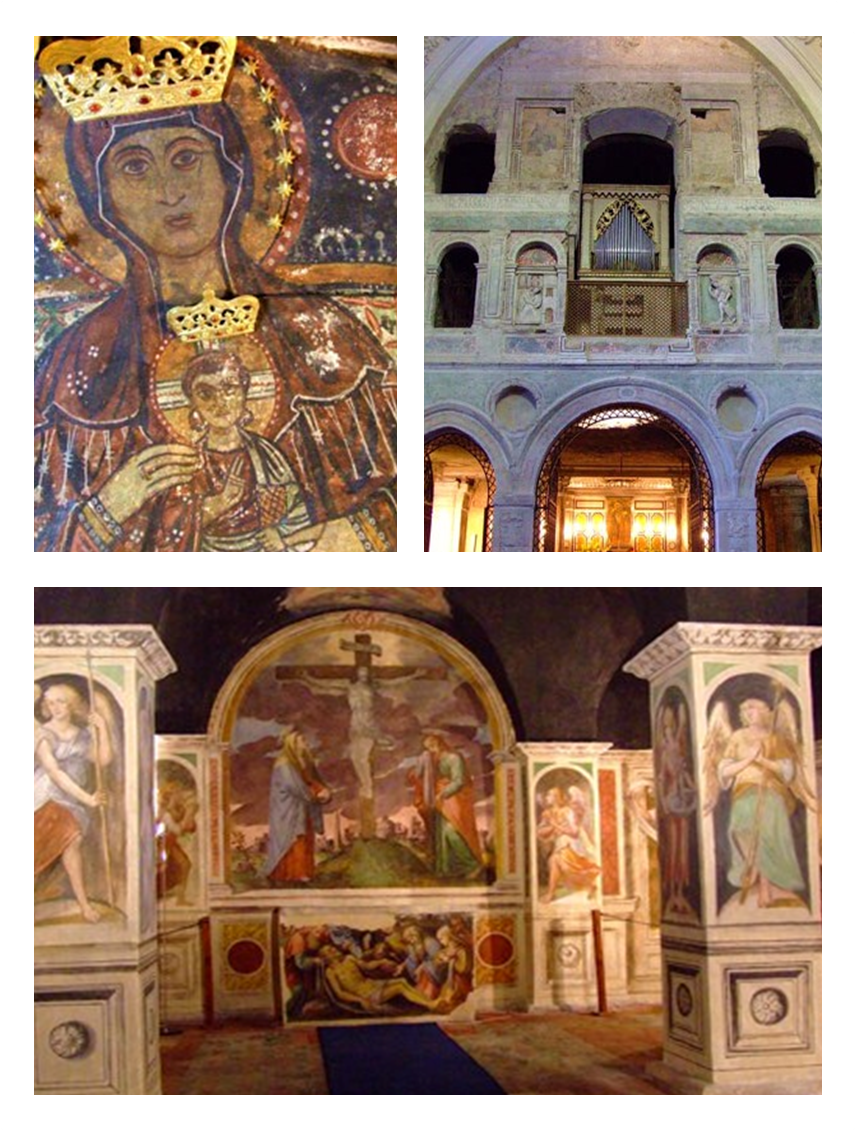
Icona della Madonna, grotta e cappella della Crocifissione

Secondo la tradizione cattolica, sabato 10 marzo 1576 fu riscoperta la laura basiliana di Santa Margherita in Lama, in seguito alla ricerca condotta dopo l'apparizione della Madonna che sarebbe avvenuta in sogno a un ragazzo del luogo. Nella laura venne scoperta un'icona bizantina con l'immagine della Madonna con il Bambino, di fronte alla quale venne posizionata una lampada che i tre scopritori si impegnarono a tener accesa a turno.
Passato del tempo, uno dei tre si dimenticò di rifornire d'olio la lampada, che fu trovata ugualmente ardente e colma d'olio. L'evento, ritenuto miracoloso, venne riferito al vescovo di Andria, Luca Fieschi. Il 6 giugno dello stesso anno della scoperta venne celebrata una messa nella quale l'immagine della Vergine ebbe il nome di "Santa Maria dei Miracoli d'Andria".
Il vescovo affidò l'immagine ai padri benedettini cassinesi della chiesa dei Santi Severino e Sossio di Napoli, che costruirono una prima chiesa, detta "della Crocifissione". Nella prima metà del XVII secolo, per ospitare i numerosi fedeli che venivano in pellegrinaggio presso l'immagine miracolosa, venne costruita una seconda chiesa, detta "superiore", progettata dall'architetto bergamasco Cosimo Fanzago (fasi costruttive e attribuzione contestata negli studi più recenti) e un grande convento, oggi sede dell'istituto tecnico agrario provinciale "Umberto I" e della sede della provincia di Barletta-Andria-Trani.
In seguito ai danni subiti dalla città nel 1799 da parte delle truppe francesi della Repubblica Napoletana e delle truppe del duca di Andria, Ettore Carafa, e in seguito alla soppressione degli ordini religiosi da parte di Gioacchino Murat, la chiesa venne abbandonata.
Il vescovo di Andria Giuseppe Cosenza si curò di ripristinare il culto della Madonna dei Miracoli di Andria e nel 1837, con il consenso del re di Napoli Ferdinando II, affidò il santuario ai padri agostiniani di Napoli, che intrapresero subito i restauri della chiesa.
Nel 1855 Andria si salvò sia dall'epidemia di colera che aveva colpito la Puglia, sia dalla distruzione dei vigneti causata da una malattia parassitaria della pianta. Questo venne ritenuto un secondo miracolo e due corone d'oro furono poste sul capo della Madonna e del Bambino. Sul seno della Vergine venne inoltre posta una rosa d'oro offerta dal re, anch'egli devoto della Vergine, con una cerimonia che si tenne il 3 maggio del 1857. Nel 1857 il vescovo Longobardi ritenne che la Madonna avesse salvato Andria da un terremoto e la Madonna dei Miracoli venne dichiarata compatrona della città insieme a San Riccardo d'Andria.
Dopo la confisca dei conventi e dei beni ecclesiastici da parte del nuovo Regno d'Italia nel 1866, il convento fu lasciato dagli agostiniani e la chiesa venne affidata a un sacerdote cappellano. I fedeli donarono una statua d'argento alla chiesa, trafugata nel 1983, e nuovamente ricostituita.
Nel 1886, il santuario versava in gravi condizioni e perciò furono richiamati gli agostiniani, che subito costruirono un nuovo convento, oggi sede del centro d'accoglienza "Villa Santa Monica". Nel 1907, in occasione del cinquantesimo anniversario dell'incoronazione dell'immagine, il santuario venne elevato a basilica minore.

## Architettura
Il santuario è sviluppato su tre livelli.
Il livello inferiore, la chiesa rupestre di Santa Margherita (IX secolo) è il più antico. La laura basiliana, include un'interessante sala a tre navate con decorazioni tratte dalla Genesi. In questa grotta è stata rinvenuta ed è presente tuttora l'icona bizantina della Madonna dei Miracoli.
Il livello medio (Tempietto, XVI secolo) ha tre arcate in marmi policromi. Di particolare interesse la cappella della Crocifissione con bellissimi affreschi.
Il livello superiore del XVIII secolo fu progettato da Cosimo Fanzago (1591-1678), attribuzione contestata negli studi più recenti. L'organo a canne, costruito da Michele Sessa nel 1854, dispone di 22 registri su un manuale e pedale.